# Anillo primo
En álgebra abstracta, un anillo no trivial R es un anillo primo  si para dos elementos cualesquiera a y b de R, tales que arb = 0 para todo r in R, entonces a = 0 o b = 0. [cita requerida]

## Propiedades
- Un anillo conmutativo es primo si, y sólo si, es un dominio de integridad.
- El anillo de matrices sobre un anillo primo es primo.
- Un anillo es primo si, y sólo si, su ideal cero es un ideal primo.

## Ejemplos
- Todo dominio es un anillo primo.
- Todo anillo simple es un anillo primo, y más general, todo anillo primitivo izquierdo o derecho es un anillo primo.
- Los anillos de matrices sobre un dominio de integridad son anillos primos. En particular, el anillo de 2 x 2 matrices de integridad.

- Datos: Q386597